# Dictionnaire de la noblesse
Un dictionnaire de la noblesse est un ouvrage de référence généalogique qui répertorie (de la manière la plus complète possible) toutes les familles de la noblesse d'un territoire déterminé.

## Dictionnaires de la noblesse allemande
- Johann Friedrich Gauhe: Des Heil. Röm. Reichs Genealogisch-Historisches Adels-Lexicon. 2 Teile, Leipzig 1719; 1740–1747 (Ausgabe 1719, Ausgabe 1740 und 1747)
- Johann Wilhelm Franz von Krohne (de): Allgemeines Teutsches Adels-Lexicon. 2 Bände, Lübeck 1774 und Hamburg 1776 (nur Buchstaben A–M, Band 1, 2)
- Johann Georg Megerle von Mühlfeld (de): Österreichisches Adels-Lexikon des achtzehnten und neunzehnten Jahrhunderts, enthaltend alle von 1701 bis 1820 von den Souveränen Österreichs wegen ihrer Verdienste um den Kaiserstaat in die verschiedenen Grade des Deutsch-Erbländischen oder Reichs-Adels erhobenen Personen. Wien 1822–1824 (Digitalisat) und (Digitalisat)
- Johann Christian von Hellbach: Adels-Lexikon. 2 Bände, Ilmenau 1825–1826 (Band 1, 2)
- Leopold von Zedlitz-Neukirch: Neues Preussisches Adels-Lexicon. 5 Bände, Leipzig 1836–1839 (Band 1, 2, 3, 4, 5, 6)
- Heinrich Ferdinand Mannstein (de): Ober- und niedersächsisches Adelslexikon. 1 Band, Leipzig 1843 (abgebrochen mit dem Artikel „Beuern“, Band 1)
- Leopold Freiherr von Ledebur: Adelslexicon der Preußischen Monarchie. 3 Bände, Berlin 1855–1858 (Band 1, 2, 3)
- Otto Titan von Hefner: Stammbuch des blühenden und abgestorbenen Adels in Deutschland. 4 Bände, Regensburg 1860–1866 (Band 1, 2, 3, 4)
- Ernst Heinrich Kneschke: Neues allgemeines deutsches Adels-Lexicon. 9 Bände, Leipzig 1859–1870; unveränderte Neudrucke 1929–1930; 1973; 1995–1996 (das bis dahin umfassendste Adelslexikon, Band 1, 2, 3, 4, 5, 6, 7, 8, 9)
- Johannes Gallandi: Altpreußisches Adelslexikon. 4 Lieferungen, Königsberg i. Pr. 1926–1935 (mitten im Artikel „Bieberstein“ abgebrochen)
- Karl Friedrich von Frank (de): Altösterreichisches Adels-Lexikon, Band 1 1825–1918, (mehr nicht erschienen), Wien, 1928
- Adelslexikon in der Reihe Genealogisches Handbuch des Adels. 18 Bände, 1972–2012
- Genealogisch-heraldisches Adelslexikon 1648–1918, Online-Datenbank mit Standeserhebungen, Wappenbeschreibungen und Literaturangaben (adelslexikon.com)

## Pour approfondir